# Předlitavsko
Předlitavsko (Cislajtánie, z němčiny Cisleithanien) neboli Rakousko (oficiálně Království a země na říšské radě zastoupené) byla jedna ze dvou částí Rakousko-Uherska v letech 1867–1918 s hlavním městem Vídní. Tvořila jej většina korunních zemí habsburské monarchie. Její druhá část, Uhersko nebo přesněji Země Koruny svatoštěpánské, byla nazývána Zalitavsko (Translajtánie).
Pojem „Předlitavsko“ byl neoficiální. Do roku 1915 se oficiálně užívalo spojení Království a země na říšské radě zastoupené (německy Die im Reichsrat vertretenen Königreiche und Länder), v roce 1915 se oficiálně začalo užívat názvu Rakousko. Předlitavsko vzniklo v roce 1867 jako výsledek tzv. rakousko-uherského vyrovnání (německy Ausgleich).

## Název
Označení je odvozeno od řeky Litavy, (německy Leitha, maďarsky Lajta), prastaré hraniční řeky rakouské marky, která tvořila malou část hranice dvoustátí jihovýchodně od Vídně, u Neziderského jezera. Je to tedy označení z pohledu sídelního města habsburského panovníka. Řeka však netvoří výraznou geografickou osu, která by monarchii dělila na dvě části.

## Země Předlitavska
Předlitavsko bylo tvořeno těmito korunními zeměmi:
království:
- České království (Země Koruny české)
- Dalmatské království
- Haličsko-vladiměřské království

arcivévodství:
- Rakouské arcivévodství nad Enží
- Rakouské arcivévodství pod Enží

velkovévodství:
- Krakovské velkovévodství (Haličsko-vladiměřské království)

vévodství:
- Bukovina
- Korutany
- Kraňsko
- Salcbursko
- Slezsko (Země Koruny české)
- Štýrsko

markrabství:
- Istrie (Rakouské přímoří)
- Morava (Země Koruny české)

okněžněné hrabství:
- Gorice a Gradiška (Rakouské přímoří)
- Tyrolsko
- Vorarlbersko

svobodná města:
- Terst (Rakouské přímoří)

kondominium:
- Bosna a Hercegovina

## Politický systém Předlitavska

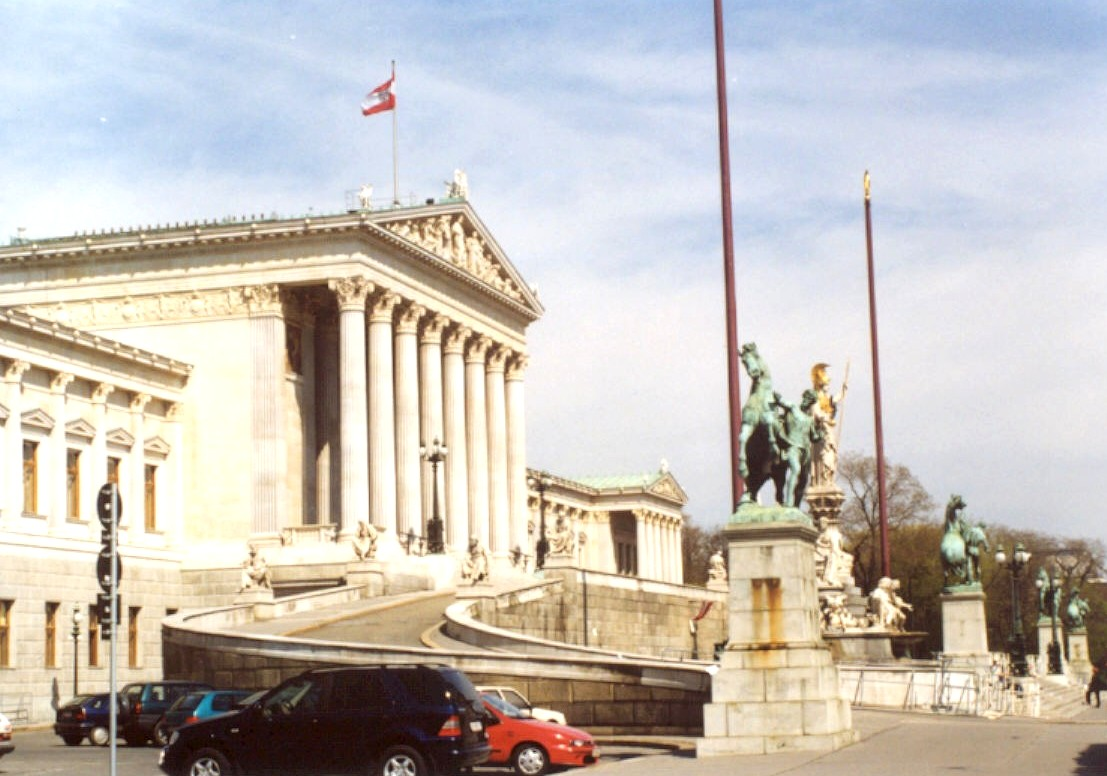
Budova Říšské rady ve Vídni.

Přestože vyrovnáním nedošlo ke vzniku dvou samostatných státních celků, byl vývoj politického systému v Předlitavsku v některých ohledem odlišný než v Zalitavsku. Především je možné si všimnout větších snah o demokratizaci a poněkud vyrovnanější národnostní politiku (i když ta zůstávala problémem v Předlitavsku stejně jako Zalitavsku až do konce monarchie).
Základem politického systému Předlitavska byla tzv. prosincová ústava (také prosincovka) z prosince roku 1867. Jednalo se v podstatě o soubor ústavních zákonů přijatých Říšskou radou ve Vídni. Tento soubor zákonů zahrnoval především ústavní zákony týkající se Říšské rady (zastupování obyvatelstva), základních občanských práv, soudcovské, vládní a výkonné moci, které byly od nyní organizovány na principu tři oddělených mocí (zákonodárné - výkonné - soudní). Významnou součástí byly také ústavní zákony o svobodě shromažďování a spolků. Prosincová ústava také zaručovala svobodu slova, vědeckého bádání a uchování poštovního tajemství. K závažným změnám patřil také konec privilegovaného postavení římskokatolické církve, kterou jí původně zaručoval konkordát z roku 1855. Svoboda náboženství byla ústavně potvrzena.

### Zákonodárná moc a místní samospráva

#### Říšská rada

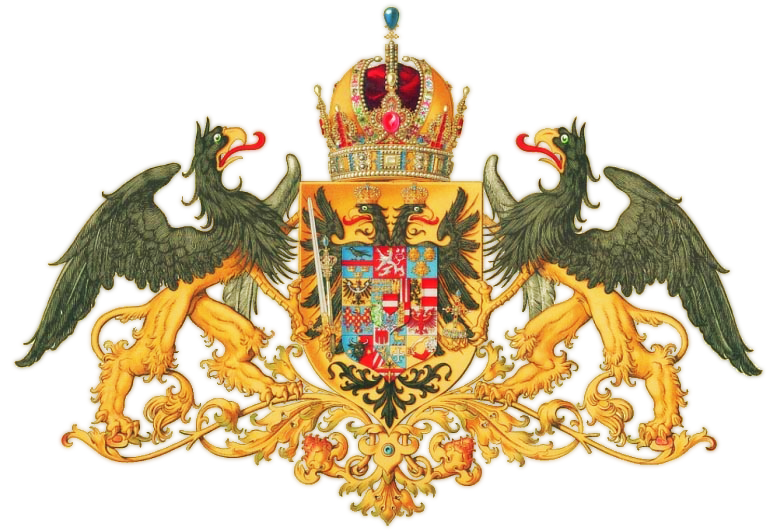
Znak Předlitavska (neboli Rakouska jako části Rakousko-Uherska)

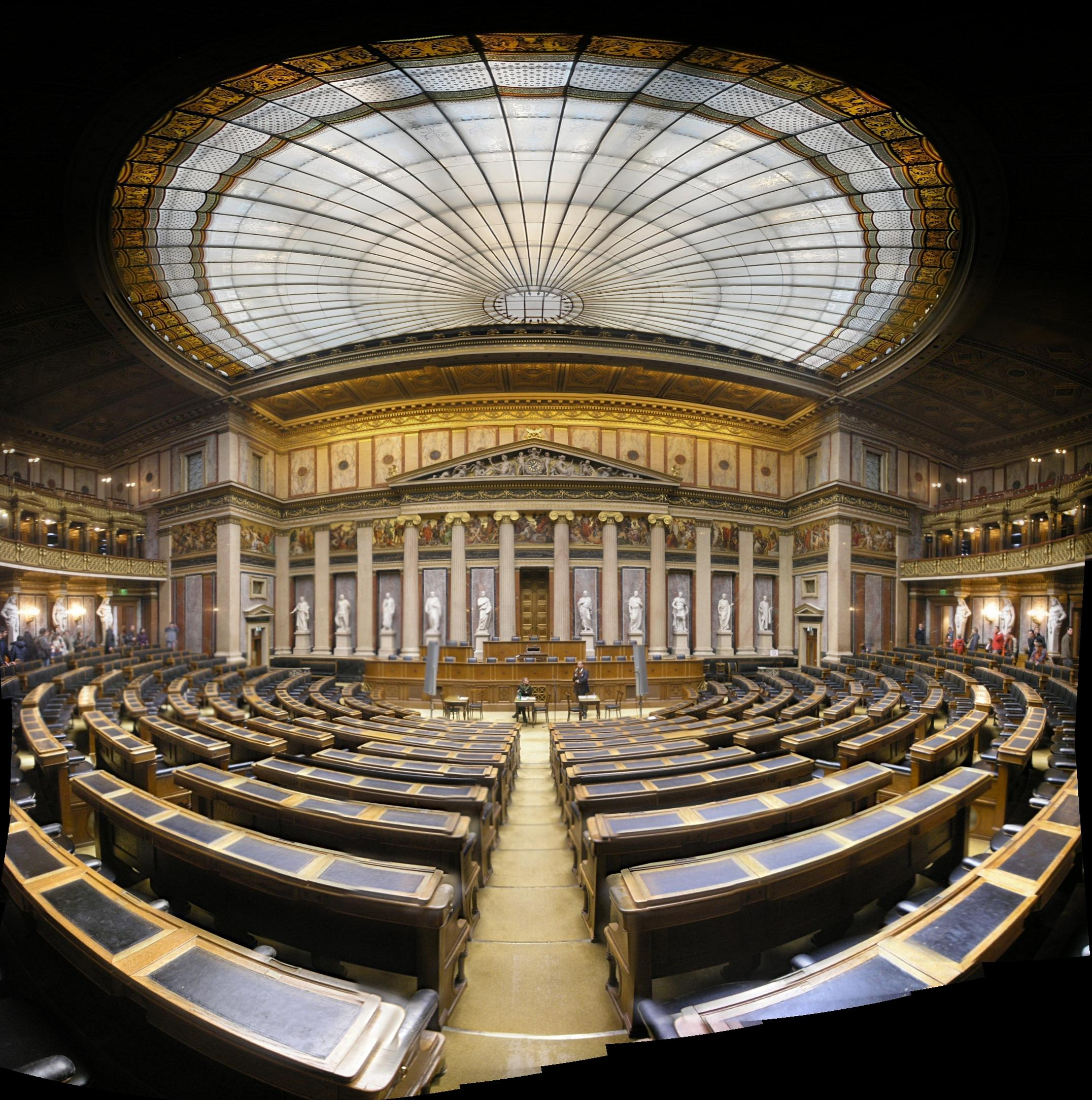
Interiér bývalé Říšské rady, centra politického života Předlitavska

Říšská rada byla ustanovena jako nejvyšší zákonodárný orgán Předlitavska. Skládala se ze dvou komor: Poslanecké sněmovny Říšské rady a Panské sněmovny.
Do Poslanecké sněmovny byli poslanci zpočátku voleni zemskými sněmy, od roku 1873 došlo v tzv. dubnové ústavě k zavedení přímých voleb. Volilo se potom dle kuriálního principu a zemského zastoupení (každá korunní země obsazovala daný počet poslanců rekrutovaných a rozdělených podle kurií).
Kuriální princip byl odrazem stále přežívajícího konzervativního přístupu ke vznikající zastupitelské demokracii, který se ale tehdy nijak dramaticky nelišil od jiných zemí v Evropě. Voliče rozděloval do několika skupin - kurií. Proporcionálně měly po dlouhou dobu početnější zastoupení v Říšské radě i zemských sněmech počtem relativně malé, ale vlivné kurie, což jim zaručovalo vliv na politický vývoj v zemi. Mimo to v Předlitavsku existoval také volební cenzus, tedy omezení volebního práva daňovým odvodem (osoby, které odváděly nižší než stanovené přímé daně, nemohly volit).
Předlitavská Říšská rada měla tyto kurie:
- velkostatkářská kurie
- kurie městská a obchodních a živnostenských komor (v roce 1873 od sebe odděleny jako dvě samostatné kurie)
- kurie venkovských obcí
- všeobecná kurie (zavedena v roce 1896).

Během let 1867–1907 docházelo k postupným demokratizačním změnám, které umožňovaly stále větší proporcionální přístup občanů k volbám. Volební reforma z roku 1882 snížila volební cenzus, čímž při zachování stávajícího kuriového systému došlo k výraznému rozšíření počtu oprávněných voličů. Badeniho volební reforma roku 1896 přidala pátou kurii všeobecnou, v níž bylo stanoveno všeobecné volební právo. Vrcholem reforem pak bylo zavedení všeobecného a rovného volebního práva v Předlitavsku pro muže od 24 let roku 1907, čímž kuriový systém zanikl. Zemský princip přetrval až do roku 1918. Každá korunní země (resp. království či země na Říšské radě zastoupená) měla v parlamentu zaručený určitý počet křesel, který přibližně odpovídal proporcionální velikosti dané země (velikost a počet obyvatel). Tento počet se samozřejmě během let 1867–1918 měnil s ohledem na výše zmíněné volební reformy v letech 1873, 1896 a 1907. Například České království delegovalo do Říšské rady po poslední reformě volebního systému v roce 1907 130 poslanců, Moravské markrabství 49 poslanců a Slezské vévodství 15.
Říšská rada jako celek měla do roku 1873 203 poslanců, potom 353 poslanců. Badeniho volební reforma roku 1896 zvýšila počet poslanců na 425 a po zavedení všeobecného a rovného volebního práva stoupl jejich počet na 516.
Panská sněmovna byla složena z dědičných členů pocházejících z řad rakouské aristokracie, církevních hodnostářů a císařem (za zásluhy) doživotně jmenovaných dalších členů. K přijetí zákona bylo zapotřebí souhlasu obou komor.

#### Zemské sněmy
I po roce 1867 byly jednotlivým korunním zemím ponechány místní zastupitelské orgány - zemské sněmy. V Předlitavsku jich bylo celkem 16. Do jejich pravomocí spadalo zemské zákonodárství. Do sněmů byly delegováni poslanci na základě stejného kuriálního principu a kromě toho v nich často připadalo několik míst pro tzv. virilisty (virilista držel poslanecký post z titulu své funkce a nikoliv na základě volby). Jednalo se většinou o vysoké církevní hodnostáře (arcibiskupy a biskupy), rektory univerzit nebo prezidenty akademii.
Volební systém do zemských sněmů nebyl jednotný a procházel v jednotlivých zemích odlišným vývojem. Například na Moravě tzv. Moravské vyrovnání z roku 1905 zavedlo všeobecnou kurii a rozdělilo většinu kurií na české a německé části. Český zemský sněm byl oproti tomu až do svého rozpuštění roku 1913 volen podle původního kuriového systému nastaveného v roce 1861. Zemský sněm coby zákonodárný sbor měl i svůj exekutivní sbor (zemský výbor).

#### Nižší úrovně samosprávy
Předlitavsko disponovalo rozsáhlou lokální samosprávou na okresní a místní úrovni (okresní zastupitelstva a obecní zastupitelstva). V čele okresních samospráv stál okresní výbor a okresní starosta (v Haliči okresní maršálek). I na těchto úrovních bylo volební právo omezeno a voliči rozděleni do několika sborů (podle sociální příslušnosti a daňové poplatnosti).

### Císař

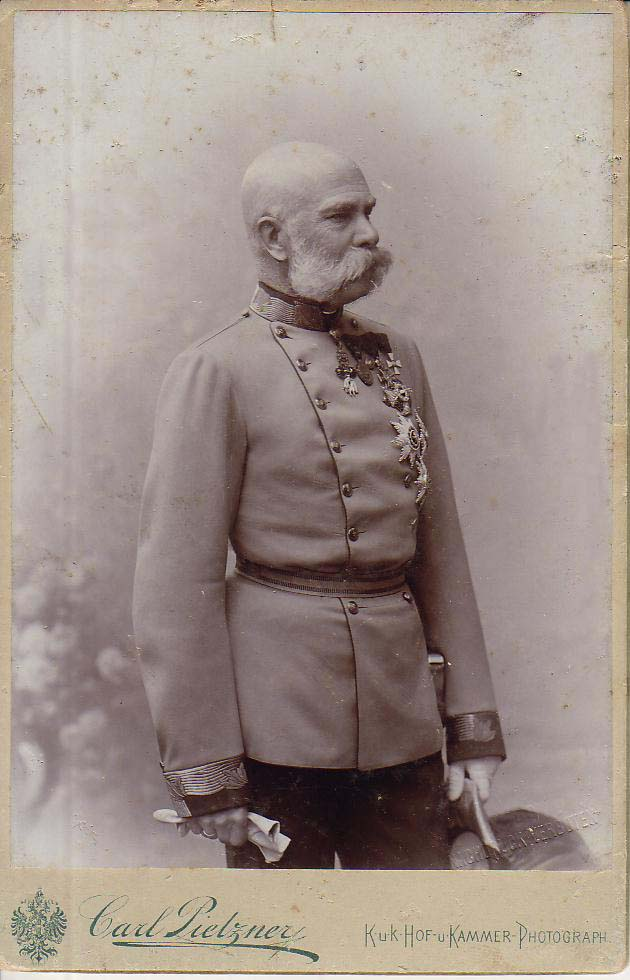
František Josef I., předposlední rakouský císař vládl od roku 1867 konstitučně

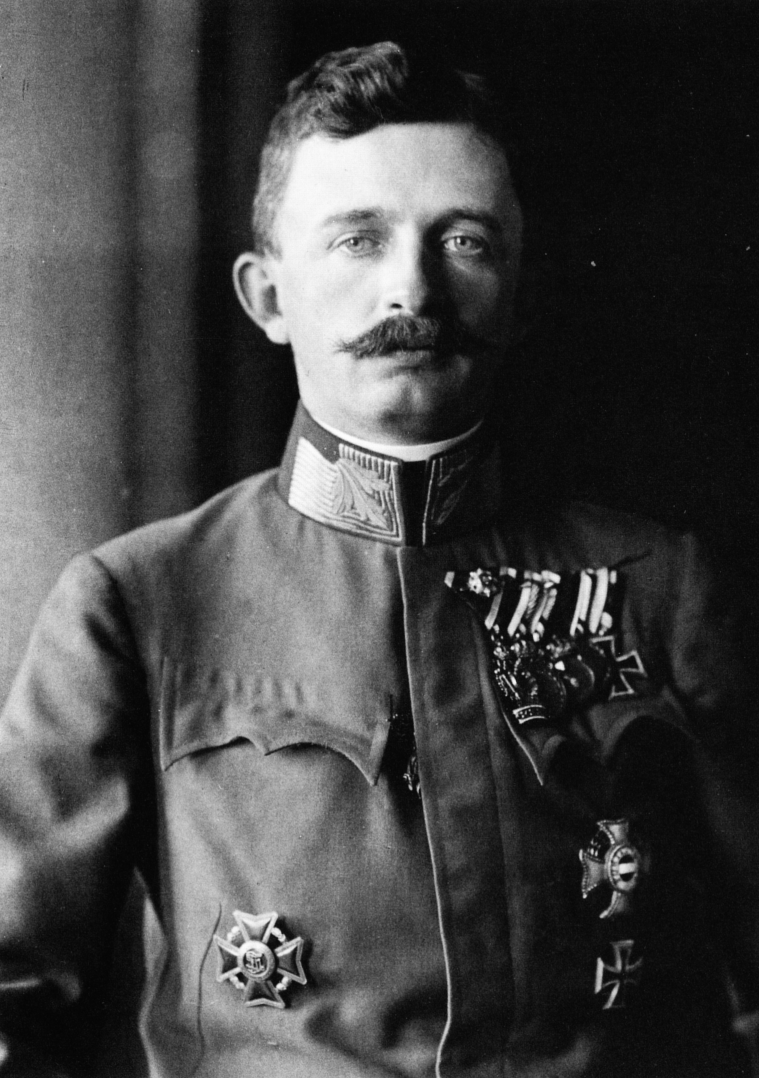
Karel I. se stal rakouským císařem jako poslední

Nejvyšším představitelem Předlitavska a zároveň společným panovníkem a jedním z hlavních sjednocujících pilířů Rakouska-Uherska po vyrovnání byl císař a král. Tento titul se užíval oficiálně ve své nejkratší verzi a byl zosobněním rovného postavení obou celků (císař = rakouský císař a král = uherský král). Teoreticky byl tedy habsbursko-lotrinský panovník v Předlitavsku císařem. Mezi léty 1867 - 1918 v Předlitavsku vládli dva panovníci:
- František Josef I. (1848/1867-1916)
- Karel I. (1916-1918)

Postavení císaře a krále bylo upraveno ústavními zákony z roku 1867 takovým způsobem, že země byla v podstatě přeměněna na konstituční monarchii. Nicméně i přesto měl panovník v některých oblastech stále silné pravomoci. Na prvním místě rakousko-uherský monarcha zůstal panovníkem z Boží Milosti i po roce 1867. Mimo to mu ústava zaručovala posvátnost, nedotknutelnost a neodpovědnost. V otázkách vedení, velení a organizace rakousko-uherské armády mu byla ponechána samostatnost vycházející z jeho funkce vrchního velitele. Podobně mohl samostatně rozhodovat v otázkách udělování řádů a vyznamenání a udělování milostí. V zahraniční politice měl pravomoc uzavírat mezinárodní smlouvy (k závažnějším ale potřeboval souhlas parlamentu) a směl také vyhlašovat válku. Kromě toho měl jmenovací a propouštěcí pravomoci v exekutivě. Na druhou stranu zákon o odpovědnosti ministrů učinil z ministrů nikoliv pouhý poradní orgán panovníka, ale parlamentu odpovědný kabinet. V celé řadě případů bylo nutné mít kromě podpisu panovníka i podpis ministra. Tento systém znamenal, že panovník měl v zemi stále poměrně velký vliv, nicméně jeho postavení už nebylo absolutní. Vedle toho ztratil monopol na zákonodárnou iniciativu, která teď příslušela také parlamentu.

### Vláda
Jako soustátí mělo Rakousko-Uhersko společné tři oblasti:
- Ministerstvo zahraničních věcí
- Ministerstvo války
- Ministerstvo financí (pouze společný, tedy zejména diplomatický a vojenský rozpočet)

Počet a portfolia ministrů předlitavské vlády se mezi roky 1867–1918 měnil. Předlitavsko mělo v tomto období tato ministerstva:
- vnitra
- financí (pro Předlitavsko)
- kultu a vyučování
- spravedlnosti
- veřejných prací
- obchodu
- zemědělství (orby)
- zeměbrany
- železnic
- sociální péče
- zdravotnictví
- ministr-krajan (český a německý)
- ministr bez portfeje (včetně ministra pro haličské záležitosti).

V čele vlády byl ministerský předseda.

#### Čeští zástupci v předlitavských vládách

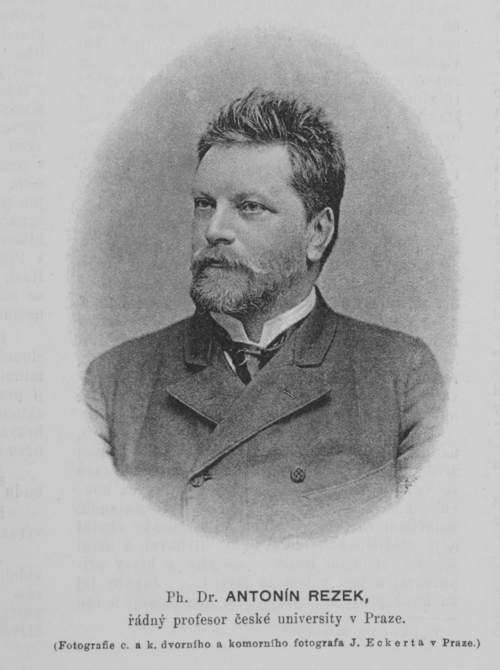
Antonín Rezek byl českým ministrem-krajanem v letech 1900–1904

- jako ministr kultury a vyučování Josef Jireček (únor až listopad 1871)
- jako správce ministerstva spravedlnosti Alois Pražák (leden až listopad 1881)
- jako ministr bez portfeje Alois Pražák (1879-1892)
- jako ministr financí Josef Kaizl (1898-1899)
- jako český ministr-krajan Antonín Rezek (1900-1904)
- jako český ministr-krajan Antonín Randa (1904),(1905-1906) a (1906)
- jako ministr obchodu Josef Fořt (1906-1907)
- jako ministr obchodu František Fiedler (1907-1908)
- jako ministr-krajan Bedřich Pacák (1906-1907)
- jako ministr krajan Karel Prášek (1907)
- jako správce ministerstva kultu a vyučování Josef Kaněra (1908-1909)
- jako český ministr krajan Jan Žáček (1908-1909)
- jako ministr zemědělství Albín Bráf (1911-1912)
- jako ministr veřejných prací Karel Marek (1911-1911)
- jako ministr veřejných prací Otakar Trnka (1911-1917).

### Státní správa
Po několika reformách před rokem 1867 se organizace státní správy Předlitavska ustálila a byla charakterizována dvoukolejným systémem rozdělení pravomocí mezi státní správu a samosprávu. Státní správa byla v podstatě trojstupňová:
- centrum (ministerstvo)
- země (zemské místodržitelství nebo prezidium)
- okres (hejtmanství)

Podle dostupných statistik mělo Rakousko-Uhersko (tedy Předlitavsko s Zalitavskem dohromady) celkem kolem 344 tisíc úředníků v roce 1910. Ve stejném roce bylo jen v Předlitavsku na 266 tisíc učitelů a profesorů a asi 266 tisíc aktivních vojáků (v roce 1914 pak 290 tisíc).

### Soudní moc
Soudní moc byla ústavními zákony z roku 1867 oddělena od výkonné a zákonodárné moci. V rámci občanských práv byla také potvrzena rovnost před zákonem. Soudní moc byla organizována do celkem čtyř stupňů:
- centrum – Nejvyšší soudní a kasační dvůr a Správní soudní dvůr
- země – vrchní zemské soudy
- kraj – zemské nebo krajské soudy
- okres – okresní soudy

Zvláštním konstitučním a kompetenčním orgánem byl Říšský soud.

## Národnostní otázka v Předlitavsku

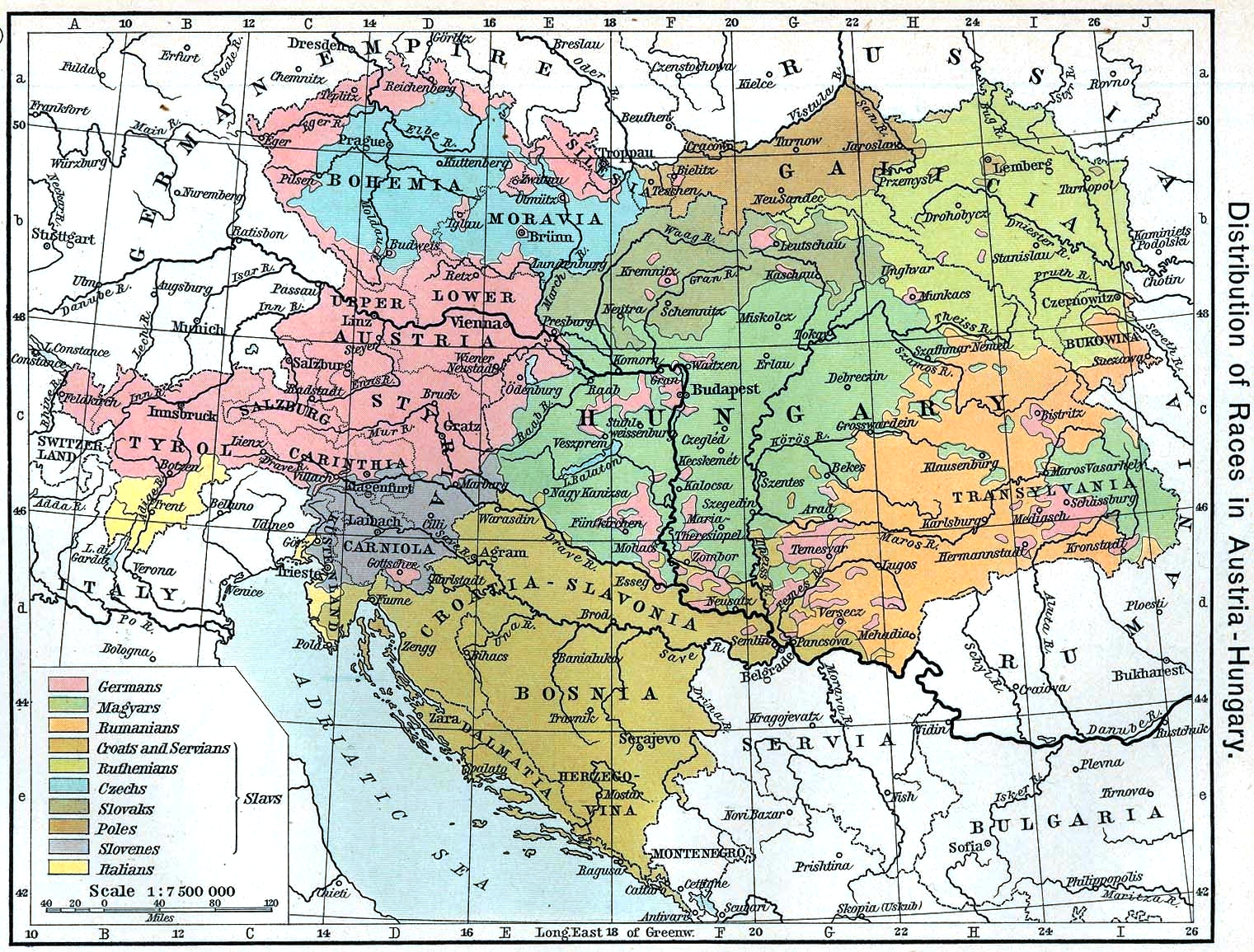
Národnostní složení Rakouska-Uherska v roce 1911. Mapa nezahrnuje některé jiné menšiny jako byli Albánci, Bulhaři, Řekové nebo Arméni a další.

Dlouhodobým destabilizujícím faktorem vnitřní situace v Předlitavsku byla etnická otázka. Národnostní situace se v Předlitavsku ani po roce 1867 neuklidnila, a to i přes to že prosincové ústavní zákony a na ně navazující zákonodárství zaručovaly jednotlivým národům a národnostem svobodný rozvoj jejich kultury a jazyka. Také vzdělání mělo mnohonárodní charakter, takže v podstatě bylo možné získat základní, střední a univerzitní vzdělání v mateřském jazyku (samozřejmě, že nikoliv pro ty nejmenší etnické skupiny v Předlitavsku). Nicméně problémem bylo, že ústava nebyla dostatečně jasná například v definici pojmu zemského jazyka nebo národnosti, což vedlo k tomu, že její interpretace byla od začátku politizována. V Předlitavsku žily následující národy a národnosti (podle jazykového klíče): Němci, Češi, Poláci, Rusíni (Ukrajinci), Slovinci, Italové, Chorvaté a Srbové, Rumuni ale také židé (větší část z židů se ovšem přikláněla z etnického hlediska k jiným národům).
Ústředním problémem se stal po roce 1867 především národnostní konflikt česko-německý, který měl ale minimálně dvě dimenze, které se samozřejmě ovlivňovaly:
1. státoprávní spor o české státní právo, který v podstatě volal po zavedení trialismu či federace a chápal dualismus jako potlačení českých státoprávních práv. Tento konflikt zahrnoval vedle Čechů a českých Němců také centrální vládu ve Vídni. V první etapě po roku 1867 vedl k tomu, že česká politické reprezentace obstruovala Říšskou radu na znamení nesouhlasu se současným uspořádáním (tzv. pasivní rezistence). Obstrukce trvala do roku 1879. Poté následovala tzv. drobečková politika, která skončila v roce 1890 totálním volebním propadem jejich hlavních protagonistů, staročechů. Na konci 19. století se české strany uchýlily spíše k politickému realismu a snažili se získat nadvládu v Čechách. Centrální vláda na jednu stranu odmítala další federalizaci říše, která by podle jejího názoru vedla k dalšímu politickému roztříštění, ale na druhou stranu si uvědomovala citlivost vztahu mezi Čechy a Němci v Čechách a především se obávala nárůstu velkoněmeckého nacionalismu mezi českými Němci.
2. vlastní česko-německý spor v Čechách a na Moravě, který se také dotýkal problematiky českého historického práva a otázky federalizace monarchie, kterou odmítali jak čeští Němci tak vídeňské centrum. Čeští Němci si uvědomovali, že další vyrovnání s Čechy by oslabilo jejich postavení v Čechách a na Moravě. Český výklad ústavy a z ní vyplývajících zákonů ale požadoval zavedení češtiny jako jazyka veřejné i správní komunikace po celém území země a nikoliv jen v oblastech kde žili Češi. To čeští Němci odmítali a požadovali udržení privilegovaného postavení němčiny ve správě monarchie bez ohledu na proporcionální podíl neněmecky hovořícího obyvatelstva. Centrální vláda se několikrát pokusila o řešení česko-německého národnostního problému v Čechách: Stremayrova jazyková nařízení (1880) uznávala rovnoprávné postavení češtiny ve vnějším styku na území Čech i Moravy. Na základě tohoto ustanovení pak došlo v roce 1882 k rozdělení Karlo-Ferdinandovy univerzity na českou a německou. V roce 1890 byly navrženy vídeňské punktace, které znovu upravovaly jazykové vztahy mezi Němci a Čechy v tom smyslu, že by německá území zůstala německojazyčná a česká území dvojjazyčná, což byl kompromis, který česká strana odmítla. Konečně se vláda Kasimira Badeniho pokusila o další narovnání. Tzv. Badeniho jazyková nařízení z roku 1897 potvrdila Stremayorova nařízení a v některých případech dokonce umožňovala užít češtinu jako jazyk vnitřního styku čímž narazila na rozhodný odpor německých stran, které v roce 1899 dosáhly úplného odvolání všech jazykových nařízení. Na Moravě byla národnostní situace poněkud odlišná. Zde se v roce 1905 podařilo naleznout funkční kompromis tzv. moravským vyrovnáním. Snahou Gautschovy vlády, která kompromis napomohla sjednat, bylo aby se moravské vyrovnání stalo modelem pro řešení situace v Čechách, avšak to mělo v Čechách jen malou odezvu. Česko-německý konflikt vyvrcholí v roce 1908 německou obstrukcí českého zemského sněmu v Praze a českou obstrukcí Říšské rady.

Relativně klidnější byla situace další významné předlitavské menšiny Poláků, a to především ve vztahu k vídeňskému centru. Většina rakouských Poláků žila na území Haliče a pokládala Rakousko-Uhersko jako ochránce polských zájmů, a to především po roce 1863, kde v ruském záboru bývalého Polska docházelo k relativně silné rusifikaci. Zdejší národnostní problém se tak daleko více týkal polsko-rusínských vztahů. Poláci měli s pomocí politiky vídeňského centra zaručeno v Haliči privilegované postavení (např. v rámci zastoupení na zemském sněmu měli Poláci většinu), a to v neprospěch Rusínů, což samozřejmě představovalo do budoucna problém. Rusíni neměli také rovný přístup ke vzdělání, jelikož to bylo v polských rukou (např. obě místní univerzity vyučovaly jen v polštině). Národnostní spory mezi Poláky a Rusíny sice nikdy nenabyly podoby česko-německého sporu v Čechách, ale až do roku 1906–1907 byly vztahy mezi oběma národy dost napjaté. Rusíni se dokonce snažili naleznout podporu v Rusku, které ale zastávalo vůči Ukrajincům (a rakouským Rusínům s nimi) rusifikační postoje. Až volební reforma v roce 1906-07 vedla ke kompromisu. Mimo jiné Rusíni získali větší zastoupení v zemském sněmu a vláda začala připravovat založení rusínské univerzity.
Vedle menších národnostních problémů (jako byl problém italského irredentismu v jižním Tyrolsku) představovalo další oblast národnostního problému v Předlitavsku samotné německé obyvatelstvo. Jestliže se nacionalizace týkala všech ostatních etnik Předlitavska (a Zalitavska), týkala se samozřejmě také předlitavských Němců. Z obecného hlediska byli předlitavští Němci privilegovanou skupinou obyvatelstva (z hlediska úředního jazyka, možnosti vzdělání atp.). Tato privilegovanost ale nebyla v habsburské monarchii výsledkem nebo důsledkem německého nacionalismu, ale spíše pragmatických rozhodnutí habsburského absolutismu v 17. století a osvícenského absolutismu v 18. století. Nicméně díky nástupu nacionalismu jako dominantní ideologie 19. století se německé pozice v monarchii ocitly v novém kontextu. Ve vztahu k předlitavským Němcům hrálo významnou roli sjednocení Německa v roce 1871 a obecně vliv velkoněmecky pojímaného německého nacionalismu, který de facto volal po sjednocení s Německem. Nicméně jen malá část předlitavských Němců (především v rakouských zemích a v českých zemích) sympatizovala se Schönererovou pangermánskou stranou, která byla protikatolická a protidynastická a žádala připojení k Německu. Snahou dynasticky a prorakousky orientovaného centra (především císaře a krále a vlády, byrokracie) bylo vybudovat určitý typ rakouského nadnárodního vlastenectví, jehož základem by byli předlitavští Němci, ale které by spojovalo všechny etnika pod jednou střechou. Proto centrum v zásadě nepodporovalo německý nacionalismus, ale na druhou stranu nechtělo dopustit změnu uspořádání Předlitavska, která by znamenala ztrátu privilegovaného postavení němčiny a předlitavských Němců.

### Národnostní složení

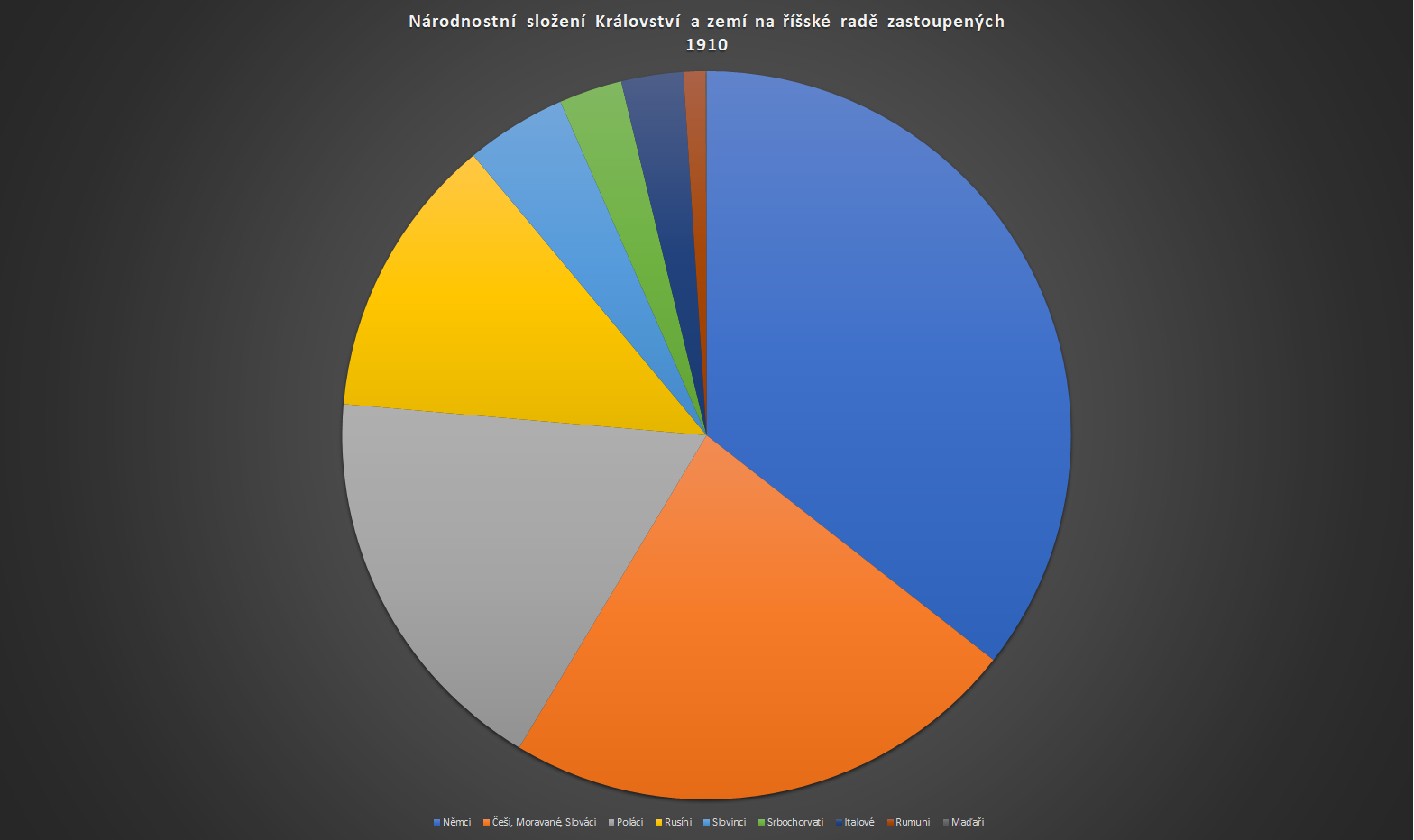
Národnostní složení Předlitavska v roce 1910.

Podle posledního před-válečného sčítání lidu v roce 1910 se v Předlitavsku nacházelo: 9 950 266 příslušníků Němců, 6 435 983 Čechů, Moravanů, Slováků, 4 967 984 Poláků, 3 518 854 Rusínů, 1 252 940 Slovinců, 73 334 Srbo-Chorvatů, Italů (řeč italsko-latinská) 768 422, 217 115 Rumunů a 10 974 Maďarů.

## Politické strany v Předlitavsku v letech 1867–1918
Politický systém v Předlitavsku postupně nabýval charakteru zastoupení politických stran, jejichž vývoj ovšem začínal u volněji definovaných a shora budovaných formací, které byly teprve od konce 19. století nahrazovány moderními masovými subjekty.
Hlavními dělicími liniemi stranického systému v Předlitavsku byly:
- Centralismus versus federalismus, přičemž hlavními nositeli centralistických tendencí byli německorakouští liberálové, zatímco federalistické postoje zastávali nejen stoupenci neněmeckých národnostních hnutí ale i konzervativní složky obyvatelstva (šlechta, klerikální venkovské obyvatelstvo), které odmítaly koncept jednotného liberálního státu.
- Jednotlivá národnostní hnutí ve vzájemné rivalitě proti sobě (Češi versus Němci v českých zemích, Poláci versus Rusíni v Haliči, Němci versus Italové v Tyrolsku, Chorvati versus Italové v Istrii a Dalmácii, Němci versus Slovinci ve Štýrsku, Korutanech a Kraňsku nebo Rumuni versus Rusíni v Bukovině atd.).
- Stavovské a třídní zájmy (agrární, klerikální, městský liberální nebo sociálně demokratický politický proud).

Na křižovatce těchto hlavních štěpení se utvořil složitý stranický systém, který trvale charakterizovala vysoká fragmentace, odstředivé tendence a z toho plynoucí nestabilita a obtíže při nalézání většiny a to jak na celostátní parlamentní úrovni (Říšská rada), tak za úrovni zemské, okresní nebo místní (zejména tam, kde sociální a etnické složení populace předurčovalo ke konfliktu).
Politické strany se v monarchii formovaly od poloviny 19. století. Důležitým faktorem pro jejich profilování byl revoluční rok 1848. Po obnovení ústavního systému vlády po roce 1861, dominoval předlitavské politice liberalismus navazující na dědictví roku 1848. Liberálové (tzv. Německá ústavní strana) stáli za vznikem nového politického uspořádání po roce 1867. Jejich hlavním oponentem byl konzervativismus tradičních společenských skupin jako byla velkostatkářská šlechta a katolický klérus (Strana práva, respektive Hohenwartův klub). Spojencem konzervativců byli zastánci federalismu, kteří požadovali přetvoření Předlitavska na svazek historických zemských individualit (sem patřili staročeši). Na konci 70. let 19. století se pomalu etablovala další politická ideologie, socialismus. Už na konci 70. let došlo k prvnímu pokusu založení předlitavské, resp. rakouské sociálně-demokratické strany. Jako reakce na socialismus, který byl spojován s dělnickými vrstvami obyvatelstva, se během 90. let 19. století začaly objevovat také agrární politické strany. Od 90. let 19. století lze hovořit o vzniku masové politiky a masových politických stran (např. sociální demokracie, křesťanští sociálové nebo agrárníci). Významným prvkem byl prvek národnostní. Přes často jednotnou ideologii, byly politické strany často zakotveny v národním prostředí a reprezentovaly vedle konkrétních sociálních skupin a jejich zájmů, také nacionální postoje vůči centru.

### Nejvýznamnější české politické strany v letech 1867–1918
- Staročeši (Národní strana, 1860)
- Mladočeši (Národní strana svobodomyslná, 1874)
- Strana konzervativního velkostatku (1860)
- Česká strana lidová (realistická, 1900)
- Českoslovanská sociální demokracie (1878)
- Česká strana agrární (1899)
- Lidová strana na Moravě (1890)
- Křesťansko-sociální strana lidová (1899)
- Moravsko-slezská křesťansko-sociální strana na Moravě (1899)
- Katolická strana národní na Moravě (1896)

Vzhledem k tomu, že české země byly v této době mnohonárodní, působily zde samozřejmě také německé politické strany (a menšinově také polské strany ve Slezsku), které měly často stejnou politickou ideologii (liberálové, konzervativci, křesťanští sociálové, agrárníci a radikálové), ale od českých stran je odděloval mimo jazyka národnostní problém a přístupy k jeho řešení. V některých případech německé strany v Čechách zastávaly nejenom protičeské, ale i protivídeňské postoje. Vzrůstající napětí mezi českými stranami a německými stranami v Čechách se projevovalo především na práci zemského sněmu v Praze, který byl velmi často obstruován jednou nebo druhou stranou. Od roku 1908 byl zemský sněm právě kvůli národnostním sporům prakticky ochromen. Situace byla vyřešena vydáním tzv. anenských patentů v roce 1913, které stanovily prozatímní zemskou správní komisi, jež nefunkční sněm nahradila. Na Moravě byla situace z hlediska národnostního sporu česko-německého lepší díky dosažení kompromisu (moravské vyrovnání) v roce 1905.
V Říšské radě se politické frakce formovaly také podle národnostního klíče. České politické strany se zformovaly do tzv. Českého klubu mezi roky 1879–1891. Český klub tvořili především umírnění liberálové (staročeši) a česká konzervativnější šlechta. V roce 1891 se vítězstvím mladočechů ve volbách rozpadl ale byl nahrazen novým mladočeským klubem, jenž odmítal spolupráci s českou konzervativní šlechtou. Sociální demokracie ve vídeňském parlamentu vytvořila sociálně-demokratický klub (od roku 1897), který byl společný pro všechny sociálně-demokratické poslance bez ohledu na národnost. Z obecného hlediska zastávala předlitavská sociální demokracie federalistické postoje.